# Церковь Санта-Мария-дель-Джильо
Церковь Санта-Мария-дель-Джильо (итал. La chiesa di Santa Maria del Giglio — Церковь Святой Марии с лилией, Santa Maria Zobenigo) — церковь в стиле барокко в сестиере (районе) Сан-Марко в Венеции.

## История
Церковь, посвящённая Святой Деве Марии (лилия — символ Благовещения), известна также как Санта-Мария-Дзобениго, поскольку была возведена в X веке по заказу венецианской семьи Юбанико (Iubanico), или Джубенико (Giubenico), на венецианском диалекте: Зобениго (Zobenigo).
В XI веке церковь стала приходской и оставалась коллегиальной до 1807 года, она имела юрисдикцию над многочисленными ветвями (Сан-Моизе, Сан-Фантин, Сан-Маурицио, Сан-Бенето, Сант-Анджело, Сан-Видаль, Сан-Самуэле, Сан-Грегорио, Сан-Вио, Сант-Аньезе, Сан-Тровазо, Сан Варнаба и Сан-Раффаэле). Церковь перестраивали после пожаров в 966 и 1105 годах. Современный вид имеет после реставрации 1680 года.
Ныне церковь является частью прихода Сан-Моизе и входит в ассоциацию «Chorus Venezia» (организация, целью которой является сохранение церквей Венеции).

## Архитектура
Здание расположено на площади Санта-Мария Дзобениго, к западу от площади Сан-Марко. Храм был перестроен швейцарско-итальянским архитектором «Джузеппе Сарди Венецианцем» (1624—1699; не путать с другим венецианским архитектором Джузеппе Сарди) для адмирала Антонио Барбаро между 1678 и 1681 годами и наряду с церковью Скальци (того же архитектора) имеет один из самых пышных фасадов в стиле венецианского барокко.
Прославление заказчиков и донаторов (дарителей) церкви — членов семьи Барбаро — определило композицию её фасада. Вместо обычных фигур святых на нём появились рельефные карты различных мест, где служил Антонио Барбаро: Рим, Задар, Кандия, Падуя, Корфу и Сплит, а в нишах установлены статуи братьев Барбаро. Скульптуры и рельефы перемежаются со сдвоенными каннелированными колоннами в двух ярусах: внизу — ионическими, вверху — коринфского ордера (в нарушение правила ордерной суперпозиции).
Статуя в центре второго яруса изображает Антонио Барбаро, стоящего на саркофаге, она приписывается фламандскому скульптору Джусто Ле Курту, а статуи четырёх братьев Антонио, вероятно, выполнил немецкий скульптор Генрих Мейринг (Энрико Меренго). Статую Антонио Барбаро окружают аллегорические фигуры Чести, Добродетели, Славы и Мудрости. В верхней части фасада находится рельефный герб семьи Барбаро. Аллегорические фигуры, путти и трубящие гении победы приписываются работе Томмазо Руса (Tommaso Rues).
Джон Рёскин (Раскин) крайне жёстко оценил это типично венецианское произведение вместе с фасадом церкви Сан-Моизе. Он назвал эти создания честолюбия «проявлением наглого атеизма, поскольку они посвящены исключительно прославлению двух семей, а не Бога» («Камни Венеции», 1851—1853), а также высшим образцом «персоналистического торжества» архитектуры венецианского барокко.

## Произведения искусства в интерьере церкви
Внутри церковь имеет один неф с тремя короткими приделами с каждой стороны. Апсида, четырёхугольная в плане, перекрыта цилиндрическим сводом. Главный алтарь оформлен скульптурной группой, представляющей «Благовещение Марии» работы Генриха Мейринга. За главным алтарем в Сокровищнице находятся картины Якопо Тинторетто с изображениями евангелистов.
Плафон нефа украшен большим панно работы Антонио Дзанки. Вдоль нефа расположены четырнадцать картин на тему «Крестного пути» (1755—1756) работы семи разных художников, в том числе Франческo Фонтебассо, Джанбаттиста Кросато, Доменико Маджотто, Гаспарo Дициани и Якопо Мариески.
В капелле Молина по правой стороне нефа находится картина «Мадонна с Младенцем и юным Иоанном Крестителем», единственная картина Питера Пауля Рубенса, сохранившаяся в Венеции; у входа в капеллу находится картина с образом Сан-Винченцо Феррери работы Джамбаттисты Пьяццетты и Джузеппе Анджели (1750). Другие картины в церкви принадлежат Себастьяно Риччи и Пальме Младшему.

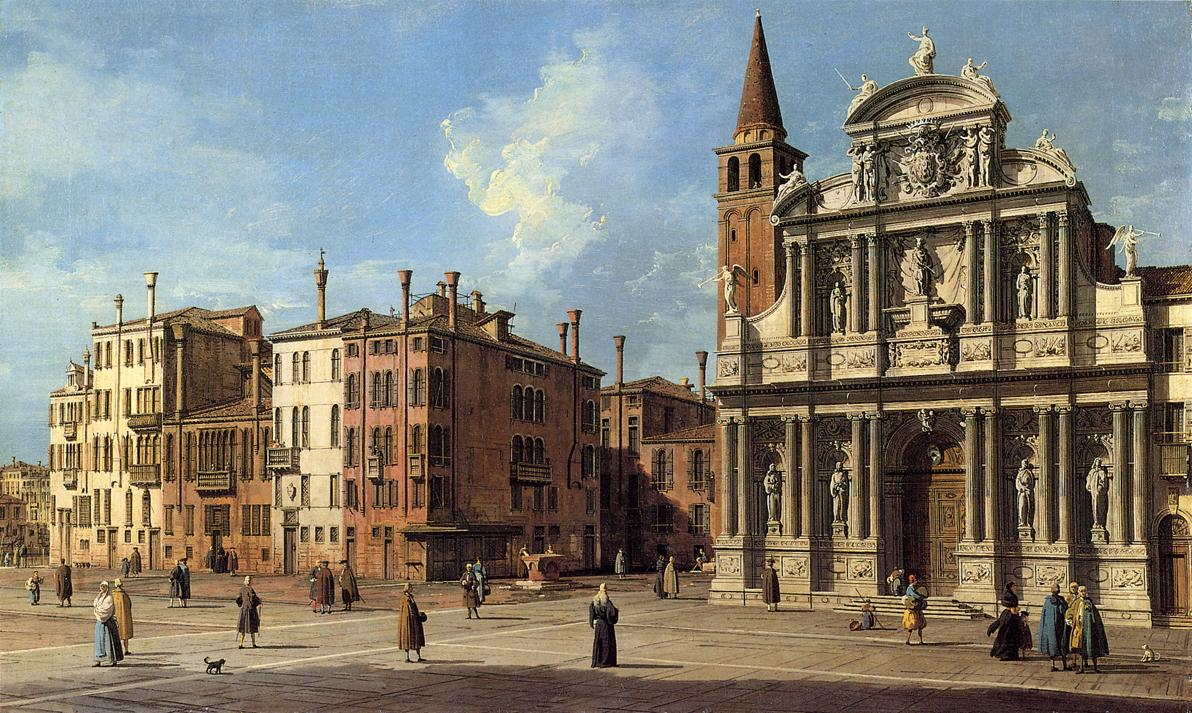
Каналетто. Вид церкви Санта-Мария Дзобениго. Ок. 1765 г. Холст, масло. Частное собрание
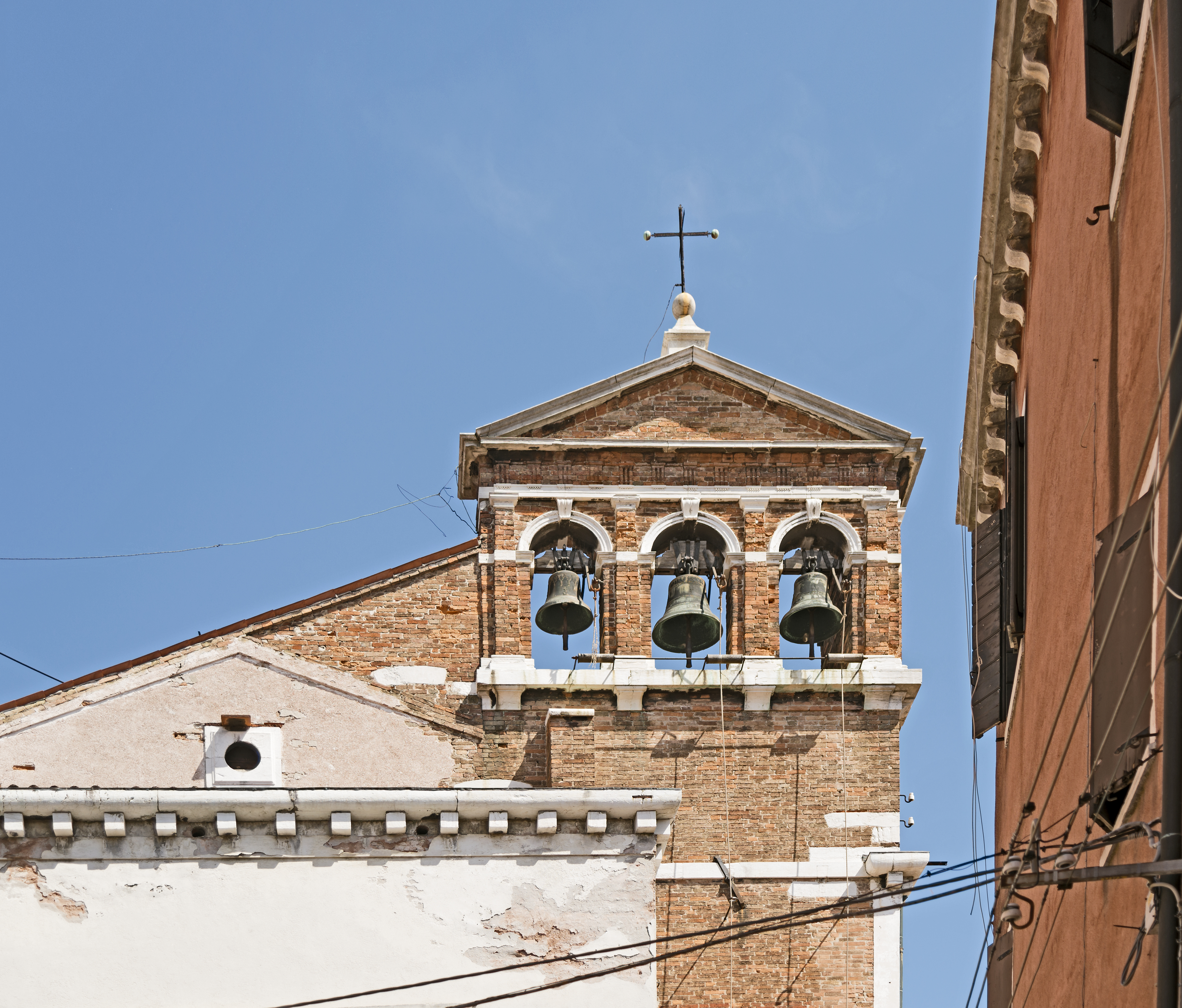
Кампанила
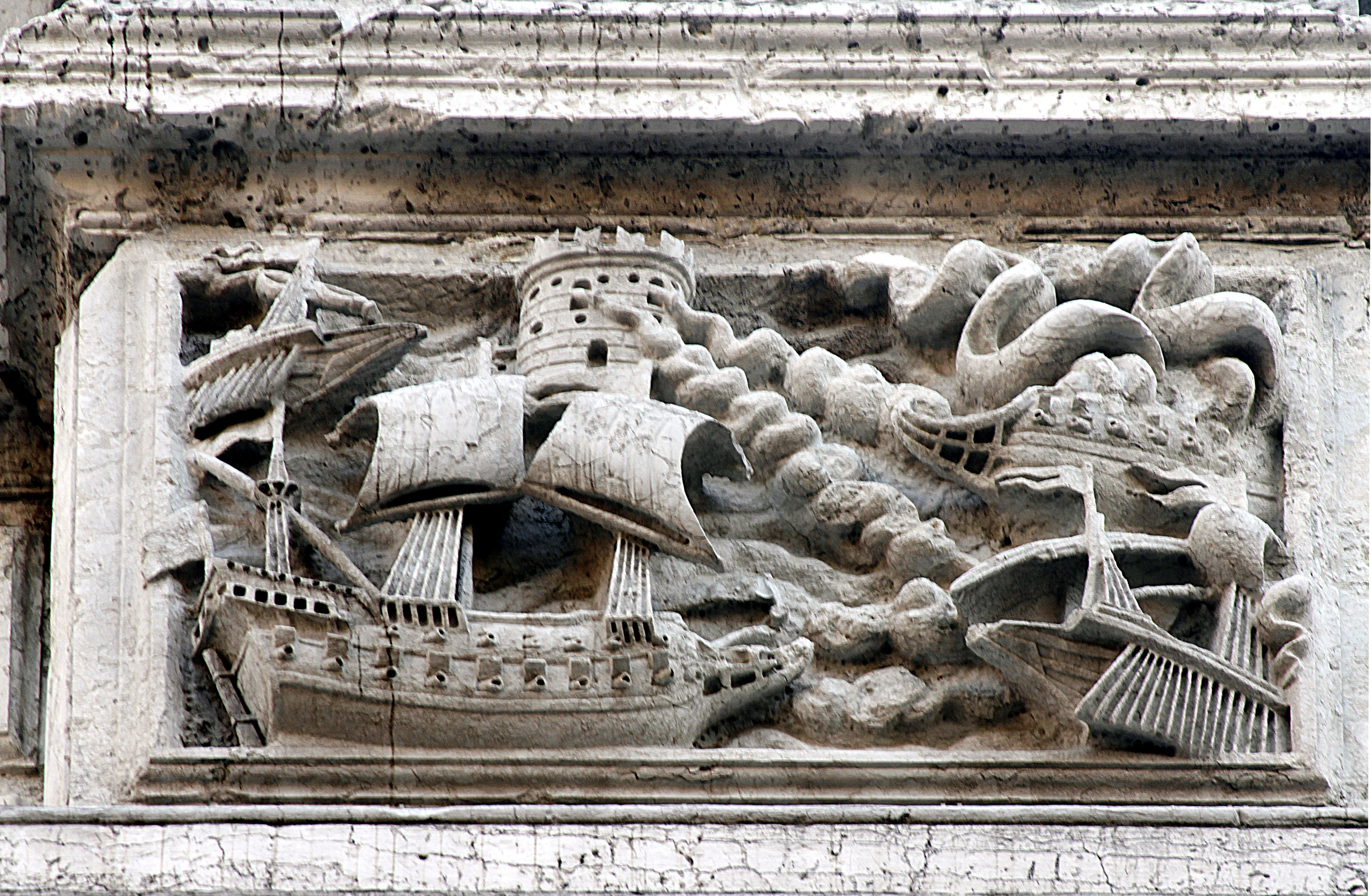
Рельеф фасада
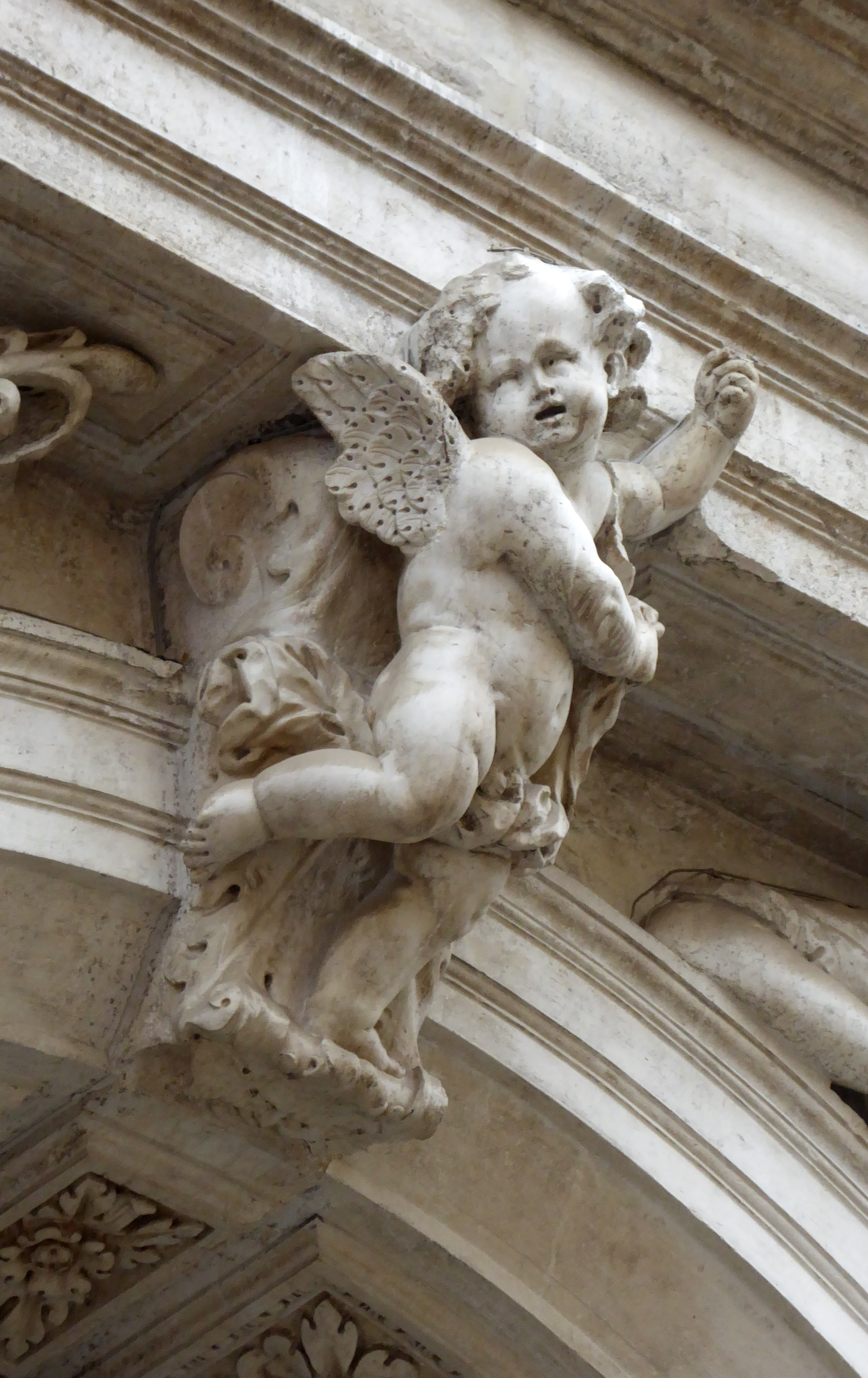
Путто. Фасад церкви
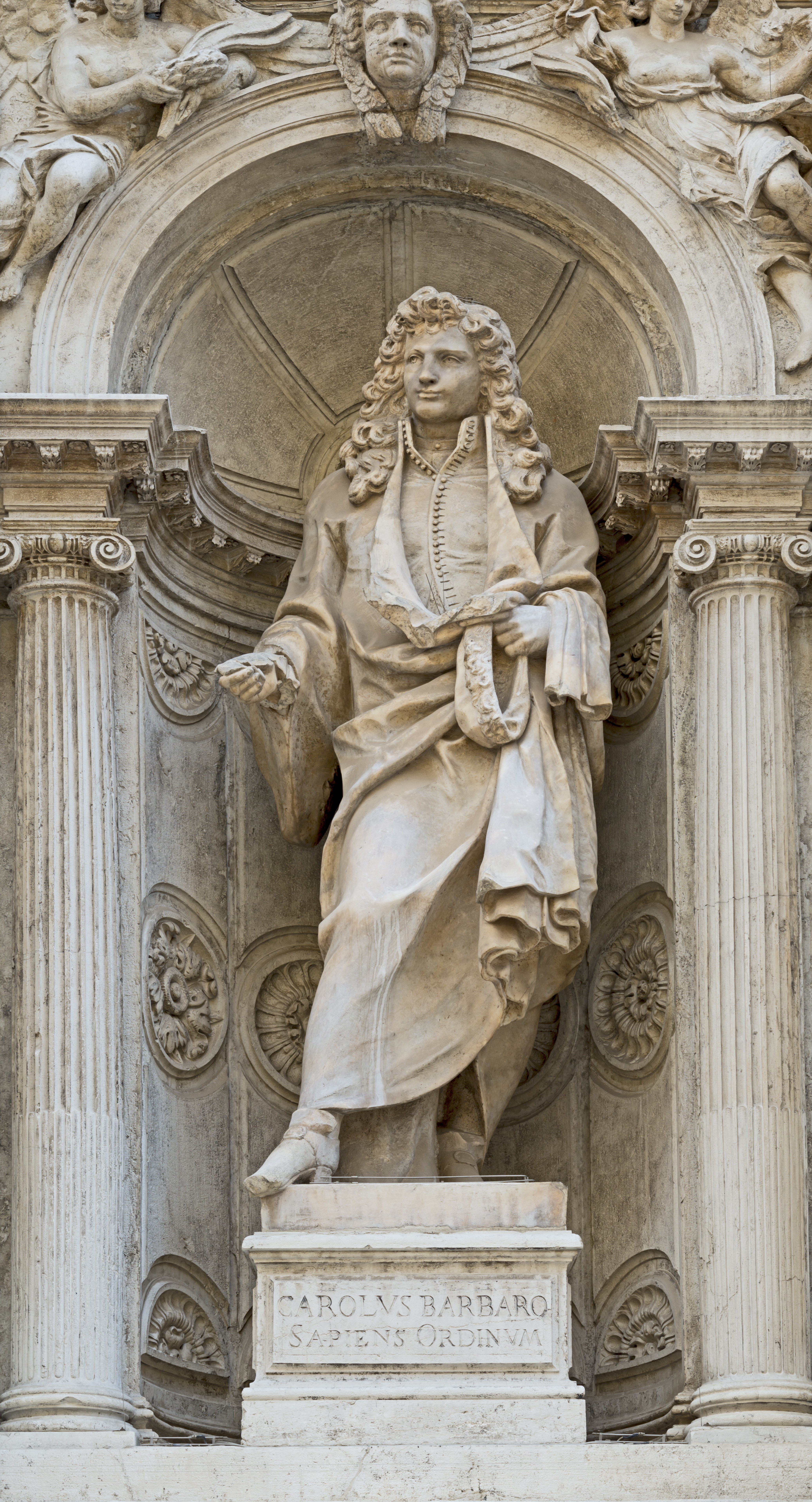
Г. Мейринг. Статуя Карло Барбаро в нише фасада. 1678—1681
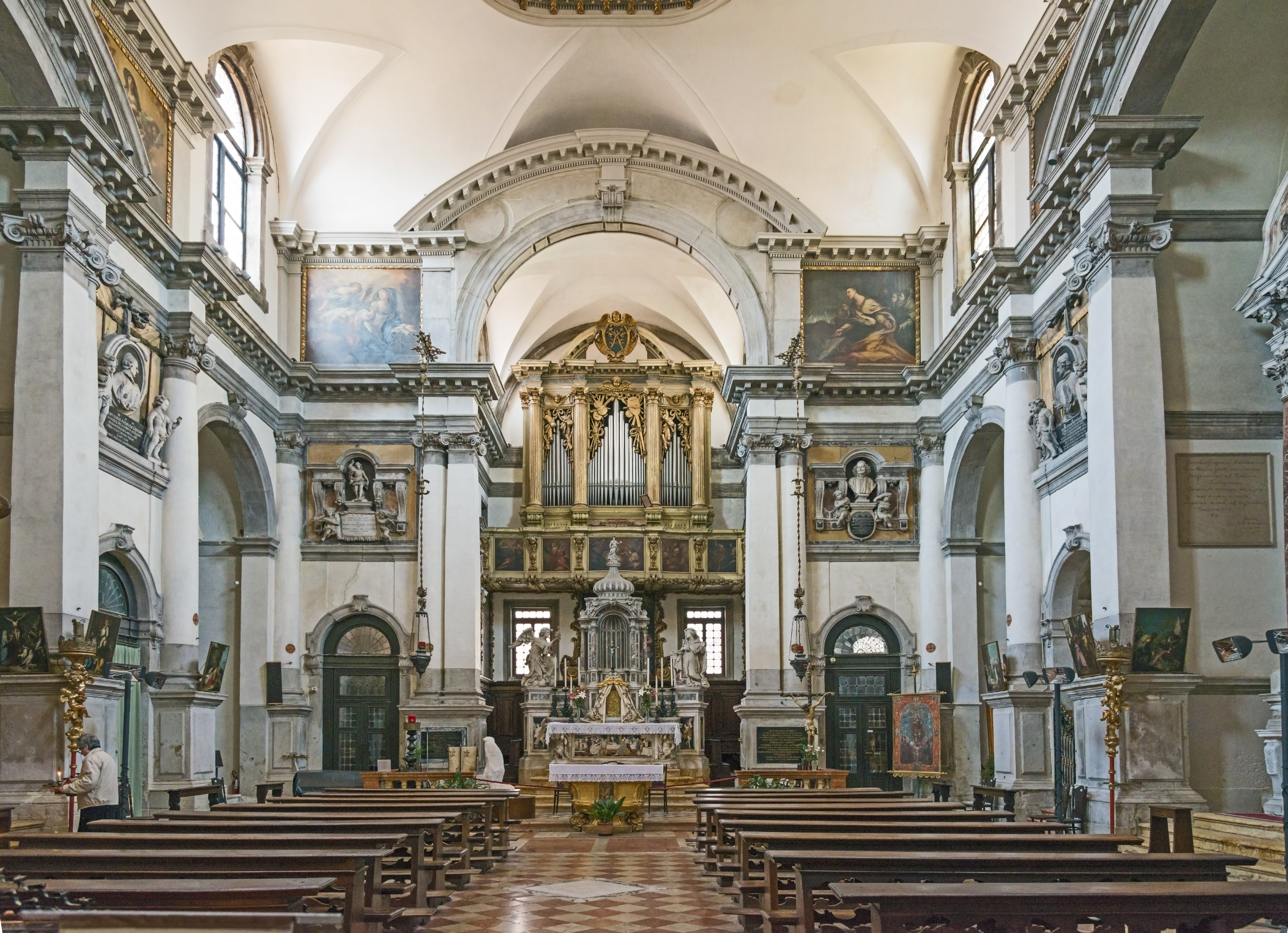
Интерьер церкви
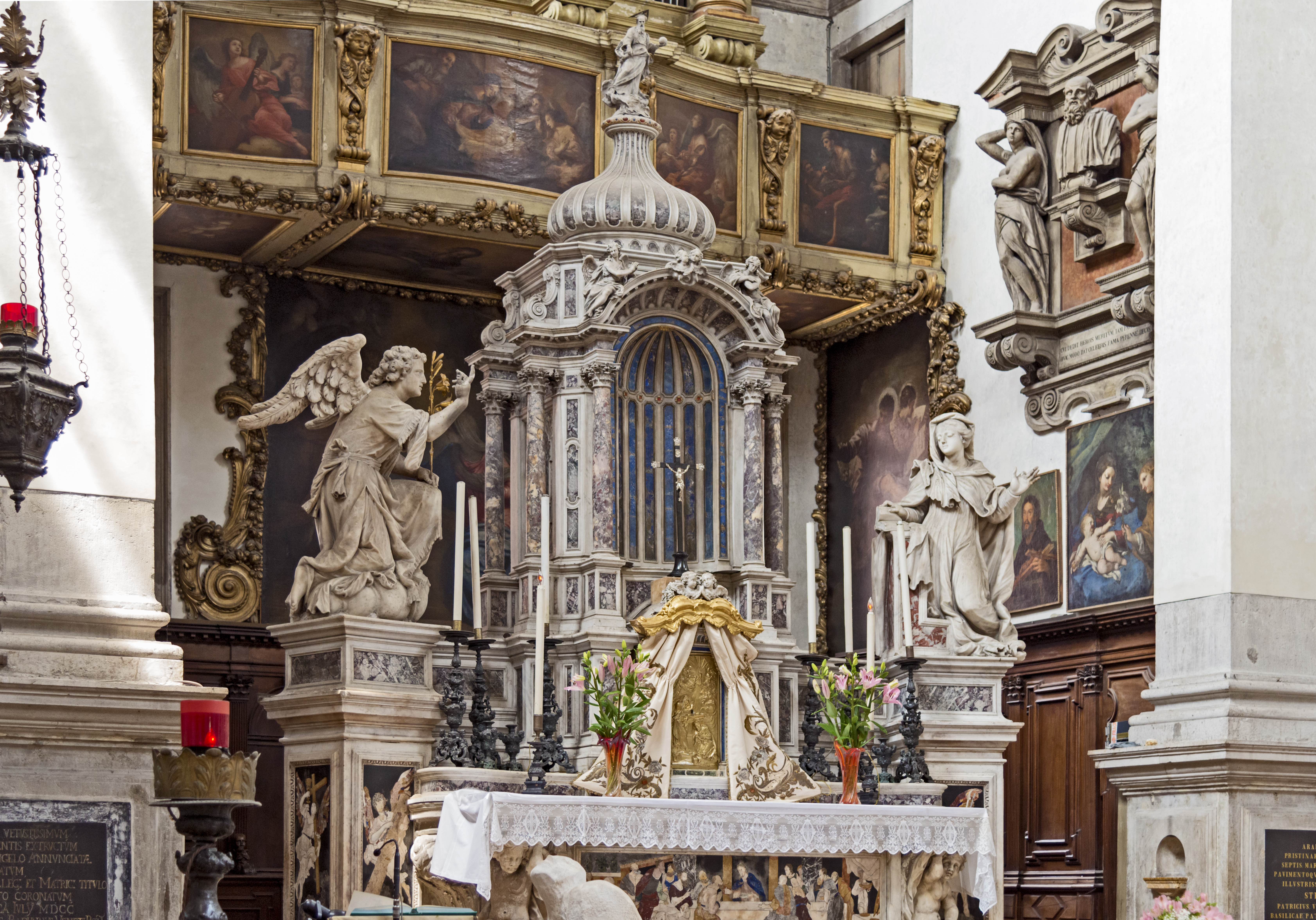
Главный алтарь. Благовещение Марии. 1678—1681. Скульптор Г. Мейринг
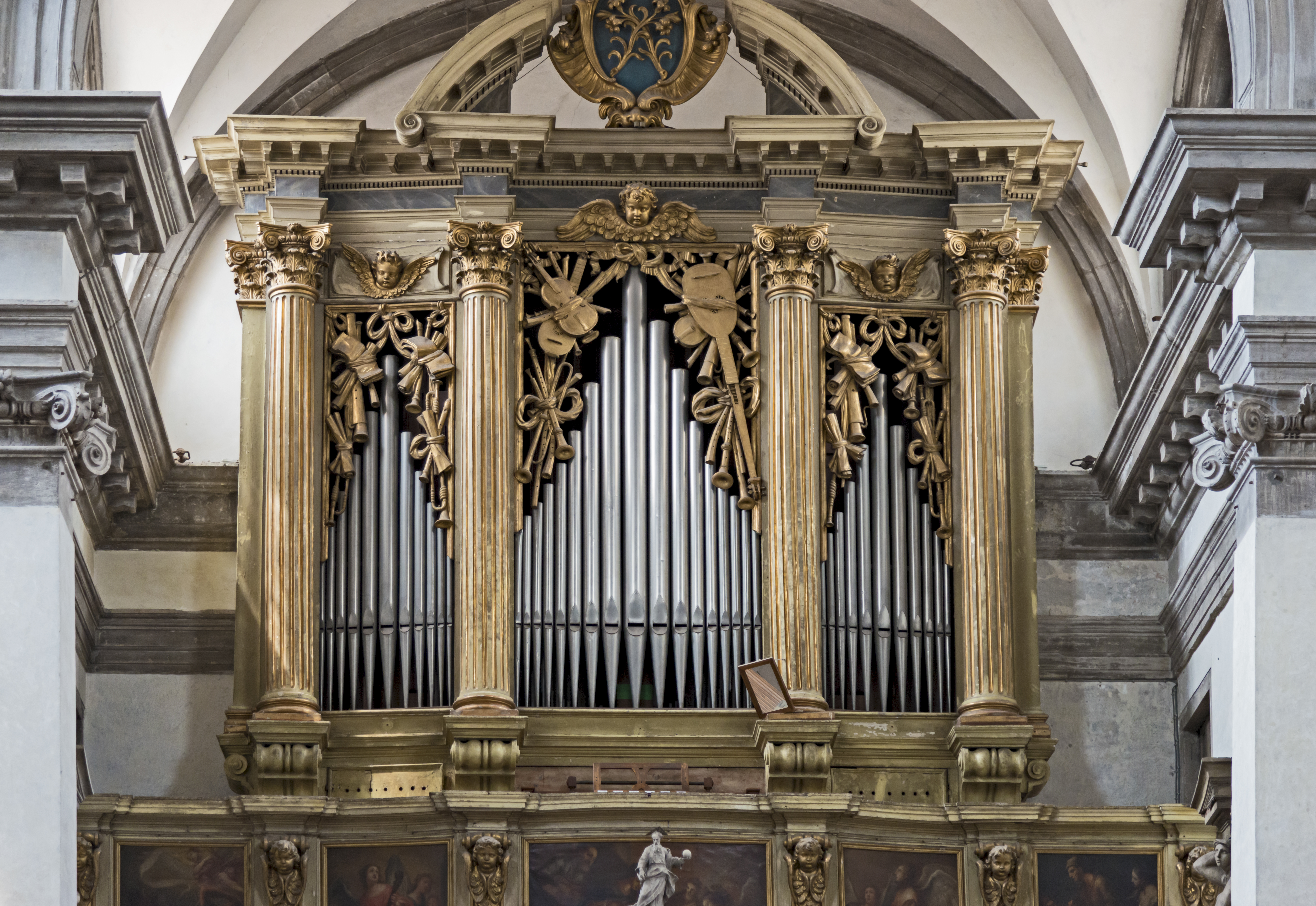
Орган